# Hàm Mỹ
Hàm Mỹ là một xã thuộc huyện Hàm Thuận Nam, tỉnh Bình Thuận, Việt Nam.
Xã Hàm Mỹ có diện tích 33,41 km², dân số năm 1999 là 12.895 người, mật độ dân số đạt 386 người/km².

## Địa lý

### Vị trí địa lý
Xã Hàm Mỹ là cửa ngõ đi vào trung tâm thành phố Phan Thiết, cách trung tâm thành phố khoảng 8 km. Có ranh giới hành chính:
- Phía đông giáp xã Tiến Lợi, thành phố Phan Thiết.
- Phía tây giáp xã Hàm Kiệm.
- Phía bắc giáp xã Mương Mán.
- Phía đông bắc xã Hàm Hiệp, huyện Hàm Thuận Bắc và xã Phong Nẫm, thành phố Phan Thiết.
- Phía nam giáp xã Tiến Thành, thành phố Phan Thiết.

Xã được chia ra thành 7 thôn: 
- Thôn Phú Hưng
- Thôn Phú Khánh
- Thôn Phú Mỹ
- Thôn Phú Phong
- Thôn Phú Sơn
- Thôn Phú Sum
- Thôn Văn Lâm